# HMGN1
HMGN1 (англ. High mobility group nucleosome binding domain 1) – білок, який кодується однойменним геном, розташованим у людей на короткому плечі 21-ї хромосоми. Довжина поліпептидного ланцюга білка становить 100 амінокислот, а молекулярна маса — 10 659.
| 10         |  | 20         |  | 30         |  | 40         |  | 50         |
| ---------- |  | ---------- |  | ---------- |  | ---------- |  | ---------- |
| MPKRKVSSAE |  | GAAKEEPKRR |  | SARLSAKPPA |  | KVEAKPKKAA |  | AKDKSSDKKV |
| QTKGKRGAKG |  | KQAEVANQET |  | KEDLPAENGE |  | TKTEESPASD |  | EAGEKEAKSD |
|            |  |            |  |            |  |            |  |            |

A: Аланін

D: Аспарагінова кислота

E: Глутамінова кислота

G: Гліцин

K: Лізин

L: Лейцин

M: Метіонін

N: Аспарагін

P: Пролін

Q: Глутамін

R: Аргінін

S: Серин

T: Треонін

Кодований геном білок за функцією належить до фосфопротеїнів. 
Задіяний у такому біологічному процесі, як ацетилювання. 
Білок має сайт для зв'язування з ДНК. 
Локалізований у цитоплазмі, ядрі.